# Museo del Arte de la Piel
El Museo del Arte de la Piel (oficialmente y en catalán Museu de l'art de la pell), situado en Vich (Barcelona, España), reúne la colección de Andreu Colomer Munmany, quien a lo largo de cincuenta años ha reunido un millar de piezas, hechas totalmente o parcialmente con piel. El Museo está integrado en la Red de Museos Locales de la Diputación de Barcelona.
Inaugurado el año 1996 en el rehabilitado edificio del Convento del Carmen, además de la exposición permanente, el museo ofrece una interesante programación de exposiciones temporales y de actividades culturales.

## Colección
Dedicado a las artes decorativas y aplicadas a la piel, se exhibe una colección centrada en objetos elaborados totalmente o parcialmente de piel. La tipología de las piezas es heterogénea: baúles, frontales de altar, sillas, sillas de montar, máscaras, figuras para el teatro de sombras, etc.
Las piezas, de gran riqueza artística, son de procedencia y épocas muy diversas y muestran una gran variedad de técnicas del trabajo de la piel. Destaca la técnica del guadamasil (piel de cordero dorada y policromada) utilizada para la confección de revestimientos murales, frontales de altar, paravientos, etc. También cabe remarcar la aplicación del cordobán (piel de cabra de gran calidad) en arquetas y cajas. La exposición permanente permite hacer un recorrido por la historia de las artes decorativas y suntuarias europeas, con la incursión en otras culturas, como la china o las africanas, mediante el trabajo artístico de la piel.